# Phasia triangulata
Phasia triangulata är en tvåvingeart som beskrevs av Sun 2003. Phasia triangulata ingår i släktet Phasia och familjen parasitflugor.
Artens utbredningsområde är Sri Lanka. Inga underarter finns listade i Catalogue of Life.